# 1052 Belgica
Az 1052 Belgica (ideiglenes jelöléssel 1925 VD) a Naprendszer kisbolygóövében található aszteroida. Eugène Joseph Delporte fedezte fel 1925. november 15-én. Nevét Belgiumról kapta.